# جون راتكليف (سياسي أمريكي)
جون لي راتكليف (من مواليد 20 أكتوبر 1965) هو سياسي ومحامي أمريكي شغل منصب المدير التاسع لوكالة الاستخبارات المركزية (CIA) منذ عام 2025. شغل سابقًا منصب المدير السادس للاستخبارات الوطنية من عام 2020 إلى عام 2021 وخدم في مجلس النواب الأمريكي من عام 2015 إلى عام 2020.
بعد تخرجه من كلية الحقوق، عمل راتكليف محاميًا في ممارسة خاصة حتى عام 2004. شغل راتكليف منصب عمدة هيث بولاية تكساس من عام 2004 إلى عام 2012 ومدعي عام الولايات المتحدة بالنيابة للمنطقة الشرقية من تكساس من مايو 2007 إلى أبريل 2008. انتُخب راتكليف لعضوية مجلس النواب الأمريكي في عام 2014 ، ممثلاً عن المنطقة الرابعة في تكساس حتى عام 2020. خلال فترة وجوده في الكونجرس، كان يُنظر إلى راتكليف على أنه أحد أكثر الأعضاء تحفظًا. أعلن الرئيس دونالد ترامب في 28 يوليو 2019 أنه ينوي ترشيح راتكليف ليحل محل دان كوتس كمدير للمخابرات الوطنية. انسحب راتكليف بعد أن أثار أعضاء مجلس الشيوخ الجمهوريون مخاوف بشأنه، وقال مسؤولون سابقون في المخابرات إنه قد يُسيّس الاستخبارات، وكشفت وسائل الإعلام عن زخارف راتكليف فيما يتعلق بخبرته في الادعاء في قضايا الإرهاب والهجرة.
في 28 فبراير 2020، دونالد أعلن ترامب أنه سيرشح راتكليف مرة أخرى لمنصب مدير الاستخبارات الوطنية، وبعد موافقة مجلس الشيوخ، استقال من مجلس النواب، وأدى اليمين الدستورية في 26 مايو.
في 12 نوفمبر 2024، أعلن الرئيس المنتخب ترامب ترشيحه راتكليف لمنصب مدير وكالة الاستخبارات المركزية. وقد أقرّ مجلس الشيوخ تعيينه في 23 يناير بأغلبية 74 صوتًا مقابل 25، وتولى منصبه في وقت لاحق من ذلك اليوم.